# Калиша (Ічалківський район)
Калиша́ (рос. Калыша, ерз. Калыж) — селище у складі Ічалківського району Мордовії, Росія. Входить до складу Смольненського сільського поселення.

## Населення
Населення — 105 осіб (2010; 118 у 2002).
Національний склад (станом на 2002 рік):
- мордва — 47 %
- росіяни — 41 %